# Manning (Canada)
Manning è una cittadina del Canada, situata nella provincia dell'Alberta.